# UOP (Unternehmen)
UOP LLC, früher bekannt als Universal Oil Products ist ein US-amerikanisches Unternehmen, das Anlagen für Erdölraffinerien, Erdgasaufbereitung, petrochemische- und verarbeitende Industrien herstellt. Die Wurzeln des Unternehmens reichen zurück bis 1914, als der Erfinder Carbon „Petroleum“ Dubbs mit der Entwicklung des thermischen Crackens die technologische Basis für moderne Raffinerieprozesse schuf. In den folgenden Jahrzehnten erwarben UOP-Ingenieure Tausende von Patenten, die zu wichtigen Fortschritten in der Prozesstechnik, der Rentabilität und dem Design von Anlagen führten. UOP ist eine Tochtergesellschaft von Honeywell.

## Geschichte
UOP wurde 1914 gegründet, um das Marktpotential von Patenten, die der Erfinder Jesse A. Dubbs und sein Sohn Carbon Petroleum Dubbs hielten, zu erkunden. Vielleicht weil er in Pennsylvania Ölförderzentren geboren wurde, gab Jesse Dubbs seinem Sohn den Vornamen Carbon. Dieser fügte später ein P als mittlere Initiale hinzu, um seinen Namen wohlklingender zu machen. Dies brachte ihm seinen Spitznamen Petroleum ein, den er behielt. Auch seine Söhne und Enkel wurden Carbon genannt, allerdings mit anderen mittleren Namen. 
Die Firma wurde 1914 zunächst als National Hydrocarbon Company gegründet. J. Ogden Armour stellte das Gründungskapital zur Verfügung und übernahm die Anfangsverluste, die meist durch Gerichtsverfahren wegen Patentstreitigkeiten. Im Jahr 1919 wurde die Firma in Universal Oil Products umbenannt und Hiram Halle wurde Vorstand. Er gründete 1921 das Riverside Laboratory in McCook (Illinois). Im Jahr 1931 sahen verschiedene Ölfirmen, darunter Shell, Standard Oil Company of California, Standard Oil Company of Indiana, Standard Oil of New Jersey, The Texas Company und BP einen Vorteil darin, die Firma als Gemeinschaftsunternehmen zu übernehmen. Dies führte zu Rechtsstreitigkeiten mit Firmen, die nicht an diesem Konsortium beteiligt waren und die das Justizministerium wegen einer Verletzung der Anti-Trustgesetze anriefen.
In den 1940er Jahren entwickelte hier Vladimir Haensel (später Forschungsdirektor und Vizepräsident der Firma) sein wegweisendes Katalytisches Reforming mit Platin (Platform-Verfahren).